# Jake Thomas
Jake Thomas, właśc. Jacob Andrew Thomas (ur. 30 stycznia 1990) – amerykański aktor i piosenkarz znany przede wszystkim z występów w serialu Lizzie McGuire, w którym gra młodszego brata Lizzie, Matta McGuire.
Thomas urodził się w Knoxville w stanie Tennessee jako syn Simmsy Thomas, dziennikarki i aktorki, oraz Boba Thomasa, osobowości radiowej. Jake Thomas ma brata Chada i siostrę Brooke.
Thomas zagrał Erica Millera w Bez śladu i młodego Hugh Hefnera w filmie telewizyjnym Hefner: Unauthorized. Pojawił się gościnnie w Trzeciej planecie od Słońca i Cory w Białym Domu jako Jason Stickler.
W 2006 roku nagrał płytę Now and Then, rozprowadzaną przez Big Stick Music.

## Dyskografia

### Albumy
- Now and Then (2006), wytwórnia Big Stick Music, sprzedaż: ok. 10 tys. kopii

### Single
- „Her Name Is Jane” 2006 z płyty Now and Then
- „Let’s Pretend” 2006 z płyty Now and Then

## Filmografia
- Hefner: Unauthorized (1999) jako młody Hugh Hefner (w wieku 9 lat)
- If Tomorrow Comes (2000) jako młody Adam
- Cela (The Cell, 2000) jako młody Carl Stargher
- Lizzie McGuire (2001–2004) jako Matthew Matt McGuire
- A.I. Sztuczna inteligencja (Artificial Intelligence: AI, 2001) jako Martin Swinton
- Lizzie McGuire (The Lizzie McGuire Movie, 2003) jako Matthew Matt McGuire
- W krzywym zwierciadle: Witaj, Święty Mikołaju 2 (Christmas Vacation 2: Cousin Eddie’s Island Adventure, 2003) jako Clark Trzeci Johnson
- Sixteen to Life (2004) jako Mike
- Psi mistrz: Puchar Europy (Soccer Dog: European Cup, 2004) jako Zach Connolly
- DinoCroc (2004) jako Michael Banning
- Brave: The Search for Spirit Dancer (2005) jako Brave (głos)
- Monster Night (2006) jako Issac Ackerman
- Cory w Białym Domu (Cory in the House, 2007) jako Jason Stickler

### gościnnie
- The Man Show (odcinek Bad Old Days, 1999) jako Jake
- Dotyk anioła (Touched by an Angel, odcinek Such a Time as This, 1999) jako Thomas
- Trzecia planeta od Słońca (3rd Rock from the Sun, odcinek Y2dicK, 1999) jako Dziecko
- Body & Soul (odcinek Shadow Boxing, 2002) jako Raymond White
- Mroczne przygody Billy’ego i Mandy (The Grim Adventures of Billy & Mandy, 3 odcinki, 2003–2005) jako Nigel (głos)
- Bez śladu (Without a Trace, 1 odcinek, 2004) jako Eric Miller
- Pępek świata (Center of the Universe, odcinek The New Neighbors, 2005) jako Waylon
- Dr House (House M.D., odcinek Unfaithful, 2009) jako Ryan

### jako on sam
- Express Yourself (2001)
- AI/FX (2002)
- Nickelodeon Kids’ Choice Awards '02 (2002)
- Movie Surfers (odcinek The Country Bears, 2002)
- Hilary’s Roman Adventure (2004)